# 博蒙村
博蒙村（法語：Beaumont-Village，法語發音：[bomɔ̃ vilaʒ] ⓘ）是法国安德尔-卢瓦尔省的一个市镇，位于该省东南部，属于洛什区。

## 地理
博蒙村（47°10'39"N, 1°12'22"E）面积19.25 平方千米，位于法国中央-卢瓦尔河谷大区安德尔-卢瓦尔省，该省份为法国中西部省份，北起萨尔特省、东北接卢瓦-谢尔省，东南接安德尔省，南至维埃纳省，西临曼恩-卢瓦尔省。
与博蒙村接壤的市镇（或旧市镇、城区）包括：安德鲁瓦河畔舍米耶、热尼耶、蒙特雷索尔、奥尔比尼、维勒卢万-库朗热。

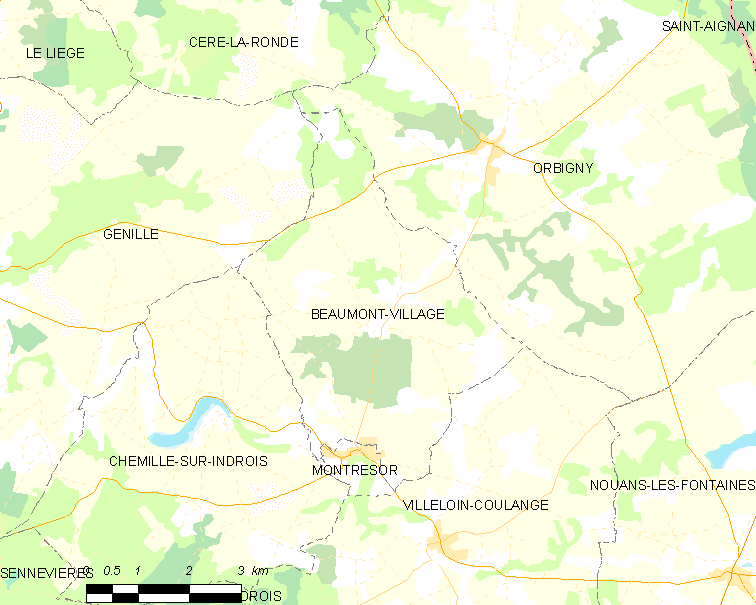
博蒙村的OSM定位图

博蒙村的时区为UTC+01:00、UTC+02:00（夏令时）。

## 行政
博蒙村的邮政编码为37460，INSEE市镇编码为37023。

## 政治
博蒙村所属的省级选区为洛什县。

## 人口

1962-2008年间博蒙村人口变化图示

博蒙村于2022年1月1日时的人口数量为240人。